# スペシャルオリンピックス日本・神奈川
認定NPO法人 スペシャルオリンピックス日本・神奈川（スペシャルオリンピックスにっぽん・かながわ、英文名称：Special Olympics Nippon Kanagawa、略称：SON神奈川）は、スペシャルオリンピックス日本の神奈川県地区の活動を推進する非営利団体である。

## 概要
シペシャルオリンピックス日本・神奈川は、スペシャルオリンピックス日本の地区組織として、12のスポーツプログラム（陸上競技、バスケットボール、テニス、卓球、水泳競技、ボウリング、サッカー、馬術、アルペンスキー、スピードスケート、フィギュアスケート、フロアホッケー）と、文化プログラム（リズムダンス）を神奈川県下の30会場で実施している。
また、活動に携わるボランティアへの各種の研修プログラムの提供、知的発達障害者に関して社会の理解をより深めるための広報・啓発、知的発達障害者の地域社会における自立と社会参加を促進する事業なども積極的に実施している。1995年4月に藤沢市に設立され、2011年には認定特定非営利活動法人（認定NPO法人）として認定を受けている。

## 組織
事務局：神奈川県横浜市中区常盤町1-7　横浜YMCA4F
- 理事長：剱持睦子